# Danske Anlægsgartnere
Danske anlægsgartnere er både en branche- og arbejdsgiverforening.
Danske Anlægsgartnere blev i 1957 dannet af flere foreninger, hvoraf den ældste blev dannet allerede i 1902, til en forening med 6 kredse. 
Danske anlægsgartnere undergår til stadighed organisatoriske forandringer der bl.a., muliggør medlemskab af enten branchedel eller arbejdsgiverdel.

## Tidslinje
1902 ”Foreningen for arbejdsgivende anlægsgartnere”

1917 Navneændring ”Dansk Anlægsgartnerforening”

1919 Navneændring ”Dansk Anlægsgartner- og Havearkitekt- forening”

1931 Navneændring ”Dansk Anlægsgartnerforening” og ”Dansk Havearkitektforening”

1957 Lokale foreninger slås sammen til 6 kredse og man stifter ”Landsforeningen Danske Anlægsgartnere” (LDA)

1958 Der oprettes et sekretariat 

1965 Medlemskab af Håndværksrådet (HVR)

1987 Medlemskab af Sammenslutningen af Landbrugets Arbejdsgiverforeninger (SALA)

1975 Navne ændring: ”Landsforeningen Danske Anlægsgartnermestre”

2001 Navne ændring: ”Danske Anlægsgartnere” (DAG)

2006 Medlemskab af: Sammenslutningen Af Mindre Arbejdsgiverforeninger (SAMA) og Dansk Arbejdsgiverforening (DA)
2012 Samarbejde med arbejdsgiverforeningen Dansk Håndværk

## Foreninger og grupperinger
Som en del af Danske Anlægsgartnere er der gennem tidens løb dannet foreninger, sektioner, grupper og netværk. Hvor medlemmerne får varetaget faglige interesser som er nært beslægtet med anlægsgartnerfaget.
- DGK – De Grønne Kloakentreprenører www.dgkloak.dk
- BIB – Selvstændig Brancheforening for indendørs beplantning www.bib-info.dk
- DRIFT – Drift Sektionen drift.dag.dk Arkiveret 24. april 2018 hos  Wayback Machine
- GOLF – Golf Sektionen
- TAG – Netværk for taggartner

## Talerør
Danske Anlægsgartnere engagerer sig gennem forskellige organisationer og på egen hånd i sager, der i snæver forstand varetager anlægsgartner-branchens og i bredere forstand erhvervslivets interesser. Overenskomster og fagretlige sager har fra første færd været en central aktivitet i foreningen.

## Ankenævn
DAG er tilknyttet Håndværkets Ankenævn og foreningens har en garantifond. Hvilket er forbrugernes garanti for godt håndværk og for hjælp til løsning af konflikter.

## DAG’s Fundament
Danske Anlægsgartnere er medlem af Håndværksrådet.
Danske Anlægsgartnere har siden April 2006 været medlem af Sammenslutningen Af Mindre Arbejdsgiver-foreninger (SAMA) og Dansk Arbejdsgiverforening.

## Formidling
Danske Anlægsgartnere udgiver via eget forlag – diverse fagblade og bøger så som "Grønt Miljø", lærebøger og normer for anlægsgartneri.

## Skoler og Uddannelse
Danske Anlægsgartnere har også udvalgs- og bestyrelsespladser på branchens tekniske skoler og AMU-centre. På den måde er Danske Anlægsgartnere med til at udvikle uddannelser målrettet branchens behov.

## Håndværks evaluering
Danske Anlægsgartnere samarbejder med ”Håndværkets Evalueringscenter”.